# Centurion (tenk)
Centurion je bio britanski glavni borbeni tenk u periodu nakon Drugog svjetskog rata. Nasljednik je srednjeg tenka Comet. Razvoj je počeo 1943., maketa dovršena 1944., a predstavljen je i bio spreman za testiranje u lipnju 1945., mjesec dana nakon završetka rata u Europi. U britanskoj vojsci ga je zamijenio Chieftain.
Centurion je bio jedan od prvih primjera glavnog borbenog tenka, odnosno tenka za sve namjene. Proizvodio se u tri glavne inačice: Centurion I, Centurion II i Centurion III. Centurion I bio je naoružan 76 mm (Ordnance Quick-Firing 17 pdr) topom uparen s modernijim SUP-om i jednom 7,92 mm Besa strojnicom. Imao je četiri člana posade. 
Bio je to prvi britanski tenk koji je zahvaljujući ugrađenom žiroskopu mogao precizno gađati u pokretu, a zbog odluke da se granate (streljivo) ne skladišti iznad prstena kupole bio je sigurniji (rjeđe je dolazilo zbog eksplozije streljiva kada bi tenk bio pogođen). Tijekom godina je stalno dorađivan, a jedna od najvećih izmjena je bila ugradnja 105 mm L7 užlijebljenog topa u Centurion III. Između 1946. i 1962. proizvedeno je preko 4400 primjeraka, od čega 2800 primjeraka u inačici Centurion III te mnogo drugih vozila posebne namjene.

## Borbena uporaba
Prvi puta je korišten u Korejskom ratu 1950. godine u postrojbama UN-a. Sudjelovao je i u Indijsko-pakistanskom ratu 1965. godine. Izrael ih je intenzivno koristio tijekom Šestodnevnog rata 1967., Jomkipurskog rata 1973. i tijekom invazije na Libanon 1978. i 1982. godine. Izrael je neko vrijeme u svojim redovima imao više od 1000 Centuriona. Tijekom Izraelsko-libanonskog rata 2006. korišteni su izmijenjeni i nadograđeni Centurioni kao oklopni transporteri ili borbena inženjerijska vozila. Jordan je koristio Centurione tijekom Jordanskog građanskog rata u rujnu 1970. te na Golanskoj visoravni 1973. godine.

### Zajednički poslužitelj
|  | Zajednički poslužitelj ima još gradiva o temi Centurion (tenk) |